# Wayne Weening
Wayne Dirk Weening (* 15. März 1965 in Geelong, Victoria) ist ein ehemaliger australischer Dartspieler, der hauptsächlich bei der British Darts Organisation (BDO) aktiv war.

## Karriere
Wayne Weening gab 1989 sein Debüt bei der BDO-Weltmeisterschaft und erreichte das Achtelfinale. Dabei bezwang er zum Auftakt Cliff Lazarenko und verlor anschließend gegen Bob Anderson. Im Oktober gelang Weening beim WDF World Cup mit der australischen Mannschaft, die durch Russell Stewart, Frank Palko und Keith Sullivan komplettiert wurde, ein überraschender Sieg über England im Halbfinale. Im Finale musste man sich jedoch den Kanadiern Rick Bisaro, Albert Anstey, Tony Holyoake und Bob Sinnaeve geschlagen geben.
1991 gelang Weening dann schließlich der Titelgewinn beim Doppelwettbewerb des WDF World Cup zusammen mit Keith Sullivan.
Insgesamt bringt es Weening auf sieben Teilnahmen an der BDO-Weltmeisterschaft. Bestes Ergebnis ist hierbei das Erreichen des Viertelfinals 1993. Hierbei besiegte Weening Rod Harrington und Albert Anstey und verlor letztlich gegen Alan Warriner. Zudem nahm er fünf Mal an der Winmau World Masters teil und konnte hierbei drei Mal die 3. Runde erreichen.

## Weltmeisterschaftsresultate

### BDO
- 1989: Achtelfinale (1:3-Niederlage gegen  Bob Anderson) (Sätze)
- 1990: 1. Runde (0:3-Niederlage gegen  Steve Gittins)
- 1992: 1. Runde (1:3-Niederlage gegen  Mike Gregory)
- 1993: Viertelfinale (1:4-Niederlage gegen  Alan Warriner-Little)
- 1994: 1. Runde (2:3-Niederlage gegen  Magnus Caris)
- 1996: 1. Runde (0:3-Niederlage gegen  Richie Burnett)
- 1998: 1. Runde (0:3-Niederlage gegen  Ted Hankey)

## Titel

### BDO/WDF
- Australian Master: 1989, 1999
- Dortmund Open Sieger: 1991
- Pacific Master: 2001
- Swedish Open Sieger: 1995
- WDF Pacific Open – Sieger im Doppel: 1992 (mit Keith Sullivan)
- WDF Pacific Open – Sieger in der Gesamtwertung: 1992
- WDF World Cup – Sieger im Doppel: 1991 (mit Keith Sullivan)